# Dipartimento di Sobremonte
Sobremonte  è un dipartimento argentino, situato nella parte settentrionale della provincia di Córdoba, con capoluogo San Francisco del Chañar.

## Geografia fisica
Esso confina a nord con la provincia di Santiago del Estero, ad est con il dipartimento di Río Seco, a sud e ad ovest con quello di Tulumba.
Il dipartimento è suddiviso nelle seguenti pedanie: Aguada del Monte, Caminiana, Cerrillos, Chuña Huasi e San Francisco.

## Società

### Evoluzione demografica
Secondo il censimento del 2001, su un territorio di 3.307 km², la popolazione ammontava a 4.531 abitanti, con un aumento demografico del 7,98% rispetto al censimento del 1991.

## Amministrazione
Nel 2001 il dipartimento comprendeva:
- 3 comuni (comunas in spagnolo):
  - Caminiaga
  - Chuña Huasi
  - Pozo Nuevo
- 1 municipalità (municipio in spagnolo):
  - San Francisco del Chañar